# Di Yi
König Dì Yǐ (chinesisch 帝乙) (* ? v. Chr.; † 1155 v. Chr.) herrschte als der 30. oder 31. König der Shang-Dynastie für 37 Jahre über China und Vater des letzten Shang-Königs, Di Xin (Zhou). Er war der Sohn des vorherigen Königs Wen Ding. 

## Leben
Di Yi war der Sohn von Di Wendin und bestieg den Thron nach dem Tod seines Vaters. Während seiner Herrschaft blieb die Hauptstadt Yin. Es wird berichtet, dass die Shang-Dynastie zu dieser Zeit weiter an Macht verlor. Im zweiten Jahr seiner Regierungszeit griffen die Zhou das Shang-Reich an, im dritten Jahr ereignete sich ein schweres Erdbeben in den Shang-Landen, und im zehnten Jahr führte er militärische Expeditionen gegen die Renfang (Dongyi) durch. Einigen Berichten zufolge verlegte die Shang-Dynastie am Ende seiner Regierungszeit ihre Hauptstadt nach Chaoge, das sich im heutigen Qi County, Henan, befindet. Die genaue Dauer seiner Regentschaft ist jedoch umstritten. Nach seinem Tod bestieg sein Sohn Di Xin den Thron und wurde als "König Zhou von Shang" bekannt.
Sein älterer Sohn Wei Zi Qi hatte wegen des niedrigen Status seiner Mutter kein Kronerbrecht, deswegen erbte sein jüngerer Sohn Xin die Krone. 
Der König war der ältere Bruder von Jizi und Bigan.